# Blatnaïa piesnia

Une Blatnaïa piesnia (блатная песня) ou un blatnyak (блатняк) est une chanson faisant partie d'un genre de chanson russe caractérisé par des représentations de la sous-culture criminelle et du monde urbain underground (le « blat (en) »), lesquels sont souvent romancés. Les blatnye piesni utilisent fréquemment la criminalité comme ressort comique.

## Terminologie
À l'époque post-soviétique, les blatnye piesni sont commercialisées en grande partie sous le nom plus généralisé de « chanson russe ». Inventée dans les années 1990, la « chanson russe » est devenue un néologisme marketing apparenté à la musique du monde. Ces chansons sont parfois appelées blatnaïa muzika (« musique criminelle »), qui est également le nom d'un guide d'argot criminel utilisé par les agents du NKVD, les prédécesseurs du KGB. Certaines collections identifient ces chansons comme des oulitchnie piesni ou « chansons de rue », permettant l’inclusion d’éléments qui n’impliquent pas explicitement de références à un comportement criminel. Selon Robert A. Rothstein, cette fluidité terminologique : « reflète le fait que ce qui fait qu'une chanson est blatnaïa est davantage une question de style et de ton que de contenu littéral ».

## Caractéristiques
Sur le plan thématique, les blatnye piesni se concentrent sur l'injustice et l'oppression imposées par le système politique, sur la vie en prison, et sur la célébration de la vie criminelle et du code d'honneur des voleurs. Ces thèmes sont parfois associés à des allusions sexuelles ainsi qu’à des éléments d’ironie et d’humour. L'utilisation du fenya (en), un argot du monde souterrain, est caractéristique des paroles de la blatnaïa piesnia. Le fenya suit la structure grammaticale de la langue russe, mais emprunte du vocabulaire à l'ukrainien et au yiddish, ainsi qu'à d'autres langues, dont le français et le grec. En termes de structure, les blatnye piesni n'ont pas de refrain, consistant plutôt en de longs récits composés strictement de vers.
Les blatnye piesni ont des mélodies simples, et les accords toniques, dominants et sous-dominants en position fondamentale, constituent en grande partie l'accompagnement harmonique. Une oscillation constante entre les accords toniques et dominants caractérise généralement le mouvement harmonique de ces chansons. L'instrumentation varie, bien que les chansons contemporaines utilisent des sons de synthétiseur et des arrangements vocaux de soutien. La blatnaïa piesnia a également été associée au Klezmer, les deux genres se mélangeant et s'inspirant mutuellement dès le XIXe siècle à Odessa. Des « hybrides klezmer-blatnoi » continuent d'être interprétés aujourd'hui, comme la chanson satirique en yiddish « Mein Yihus ». Des similitudes instrumentales lient les genres, notamment la prévalence des clarinettes, des cors et de l'accordéon au tempo rapide.

### Odessa et l'identité juive
À l'époque soviétique, la ville portuaire multiethnique d'Odessa était en quelque sorte la « capitale » de la blatnaya pesnya. La ville elle-même est un sujet récurrent des blatnye piesni, et la ville a pris un rôle mythique en tant que berceau de la culture des gangsters juifs. Les blatnye piesni sont imprégnées de la mythologie de la vieille Odessa, une ville d'excès et un paradis pour les voleurs, où une importante culture juive russe était associée à la fois à la richesse et au péché. Bien qu'enveloppée dans la criminalité et la débauche, Odessa était aussi « une terre d'esprit et d'ironie », dans laquelle l'humour influencé par le yiddish, importé des shtetls d'Europe de l'Est, devint le principal prisme à travers lequel la ville était représentée. L'écrivain russe Isaac Babel a popularisé cette image d'une « ville de juifs escrocs et pécheurs » et le gangster juif est devenu l'incarnation d'Odessa dans la culture soviétique, en opposition au stéréotype victimisant et axé sur la tradition du juif du shtetl. « Odessa-mama », une collocation populaire en yiddish et en russe dans la littérature et la chanson, peut être comprise comme une référence à l'hospitalité de la ville envers les criminels.
Des figures majeures de la scène contemporaine entretiennent un lien avec la culture juive. En mai 2006, l'auteur-compositeur-interprète émigré Willi Tokarev (11 novembre 1934 - 4 août 2019) a attiré une foule importante au Centre communautaire juif de Moscou, un centre dirigé par les Loubavitch et financé par les oligarques. Les chansons de Tokarev abordent également explicitement l'identité juive et l'immigration, et en 2006, il a fait une tournée en Russie et en Israël pour promouvoir « Hello Israel », une collection de chansons à thème juif. Mikhail Choufoutinski (né le 13 avril 1948), une autre célébrité internationale basée à Los Angeles, chante des chansons basées sur des thèmes et des mélodies juives, notamment ses « Chanson d'un tailleur juif ».

## Histoire

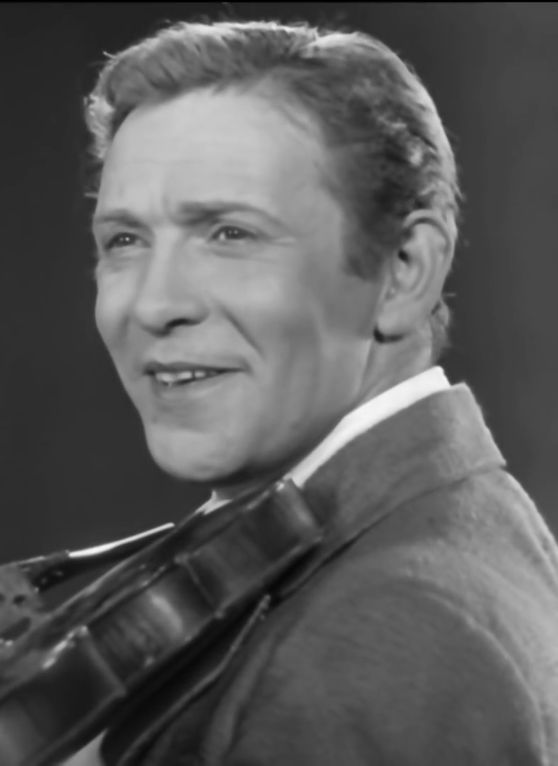
Léonie Outiossov, fameux interprète de blatnye piesni dans la première moitié du XXe siècle.

### Origines
Les origines de ce genre de chanson se situent dans la Russie du XIXe siècle, et ses précédents incluent les chansons des serfs et des prisonniers politiques tsaristes, ainsi que les chansons de protestation des prisons bolcheviques. Étant donné la glorification de la criminalité dans ces chansons, les blatnye piesni sont souvent comparées au rap de gangster occidental.

### L'ère soviétique
Le genre s'est répandu dès les premières années de l'ère soviétique, puis a proliféré après la mort de Staline. L'assouplissement relatif de la censure et le relâchement du contrôle social pendant les ères Khrouchtchev et Brejnev ont donné naissance à une seconde culture illicite et clandestine, dont les blatnye piesni constituaient une part importante. Ces chansons étaient chantées dans les maisons et lors de concerts clandestins, et enregistrées et distribuées en secret afin de contourner la réaction des autorités politiques (une pratique connue sous le nom de magnitizdat). La répression sous Staline, ainsi que les expériences de nombreux citoyens soviétiques dans les goulags, ont donné naissance à une forme distincte de blatnaïa piesnia qui dépeignait les terreurs de cette période tout en s'en moquant. Ce genre musical a fonctionné comme une alternative culturelle importante au réalisme socialiste sanctionné pendant l'ère soviétique. L'écrivain et dissident russe Andreï Sinyavski (8 octobre 1925 – 25 février 1997) soutenait que la blatnaïa piesnia représentait la véritable musique du peuple soviétique, où l'expérience de la criminalisation et l'emprisonnement constituaient le seul lien entre les citoyens.

### Contexte russe moderne et commercialisation
Saint-Pétersbourg sert désormais de capitale officieuse du genre, qui est sorti de la clandestinité. Populaires auprès des générations plus âgées de Russes, ces chansons occupent une position centrale sur la scène musicale russe contemporaine. En raison de leur sujet et de leur obscénité, les blatnye piesni sont dénoncées par les politiciens et les fonctionnaires, mais restent très populaires parmi les citoyens. Certaines stations de radio contemporaines en Russie sont consacrées uniquement à leur diffusion — ainsi la chaîne Radio Shanson de Moscou.

## Interprètes notables
Parmi les artistes notables de la blatnaïa piesnia, on peut citer Léonid Outiossov (21 mars 1895 - 9 mars 1982), Mikhaïl Krug (7 avril 1962 - 30 juin 2002), Vladimir Vyssotski (25 janvier 1938 - 25 juillet 1980), Arkady Severny (12 mars 1939 - 12 avril 1980), Alexander Rosenbaum (né le 13 septembre 1951), Willi Tokarev (11 novembre 1934 - 4 août 2019) et Mikhaïl Choufoutinski (né le 13 avril 1948).

## Répertoire représentatif

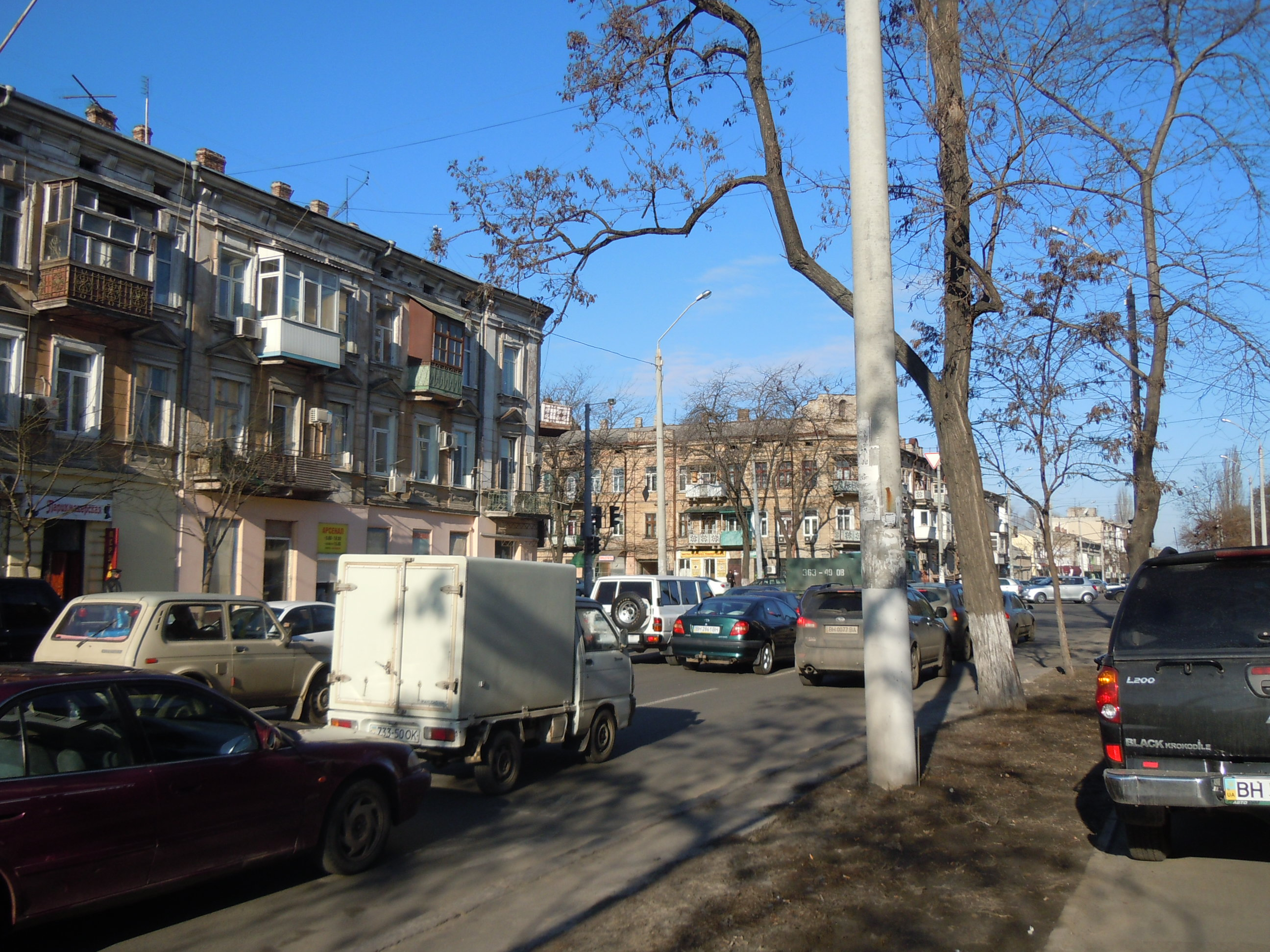
La Moldavanka à Odessa.

Plusieurs blatnye piesni parmi les populaires sont reconnues comme faisant partie du folklore d'Odessa et ont été enregistrées par de nombreux artistes, dont Leonid Utyosov et Arkady Severny. Na Moldavanke muzyka igraet (« On joue de la musique sur la Moldavanka (en) ») — une référence à un quartier historique d'Odessa — également connue sous le nom de Piesnia o Kolke-Chirmatche (« La chanson de Kolka le pickpocket »), et qui date de 1931 au plus tôt, raconte comment Kostia, le chef de la pègre d'Odessa, envoie son bras droit Mania au camp de travail du canal de la mer Blanche à la mer Baltique afin d'aider le fameux Kolka à s'échapper. À son arrivée, Mania découvre que le camp a réhabilité Kolka. La chanson se termine par la mort de Kolka, sur ordre de Kostia, pour sa violation du code pénal de l'honneur. Une autre chanson intitulée S odesskogo kichmana (« Depuis la prison d'Odessa ») date des années 1920 et raconte l'histoire de l'évasion de deux prisonniers, au cours de laquelle l'un des voleurs est blessé. Il existe des variantes de la chanson, et dans certaines versions, le fugitif blessé demande à son camarade de l'enterrer, tandis que dans d'autres, il demande à son ami de raconter à sa mère qu'il est mort au combat.
Willi Tokarev est devenu célèbre en Union soviétique dans les années 1980 pour ses chansons décrivant la vie d'un émigré russe à New York. Deux de ses chansons exprimant la difficulté de s'assimiler à la société américaine et la lutte pour abandonner le mode de vie criminel incluent New Yorkskiy Taksist (« le taxiste de New-York ») de son album de 1981 V Choumnom Balagane (« Dans un saloon bruyant »), et Nad Goudzonom (« Au-dessus de l'Hudson ») de son album éponyme de 1983.